# تيم كوب
تيم كوب (بالإنجليزية: Tim Cope)‏ هو مؤلف وكاتب أسترالي، ولد في 7 ديسمبر 1978.

## وصلات خارجية
- تيم كوب على موقع IMDb (الإنجليزية)
- تيم كوب على موقع قاعدة بيانات الفيلم (الإنجليزية)